# جيرسون مارتينيز
جيرسون مارتينيز (بالإسبانية: Gerson Martínez)‏ (10 يناير 1989 - ) هو مدرب كرة قدم ولاعب كرة قدم تشيلي في مركز الهجوم. شارك مع منتخب تشيلي تحت 20 سنة لكرة القدم. أما مع النوادي، فقد لعب مع كولو-كولو وديبورتيس أنتوفاغاستا وسان لويس دي كويلوتا وديبورتيس إيكيكي ونادي كوبريلوا.

## وصلات خارجية
- جيرسون مارتينيز على موقع قاعدة بيانات كرة القدم.إي يو (الإنجليزية)
- جيرسون مارتينيز على موقع Soccerway.com (الإنجليزية)
- جيرسون مارتينيز على موقع AS.com (الإسبانية)